# Parque nacional de Khunjerab
El Parque nacional de Khunjerab (en urdu: خنجراب نیشنل پارک) es un área protegida del país asiático de Pakistán, con el estatus de parque nacional desde el año 1975. Administrativamente hace parte de los llamados Territorios del Norte y posee una superficie de 2269 kilómetros cuadrados. Se trata de uno de los parques más elevados del mundo.
El parque constituye el hábitat de varias especies en peligro de extinción y amenazadas como el leopardo de las nieves, la oveja Marco Polo, la oveja azul del Himalaya y la cabra montesa.
También es una de las áreas más importantes en diversidad biológica en las montañas de Pakistán. Las autoridades de Pakistán, tienen un plan de manejo para proteger la flora de montaña en el parque Nacional. El objetivo es controlar el pastoreo, y aumentar la población de las especies amenazadas.
El parque está situado cerca del paso de Khunjerab, en la frontera entre Pakistán y China.